# Run All Night
Run All Night är en amerikansk action-thrillerfilm från 2015. Den hade världspremiär den 11 mars 2015 och Sverigepremiär den 17 april samma år. Filmen är regisserad av Jaume Collet-Serra och medverkas av bland andra Liam Neeson, Joel Kinnaman, Common och Ed Harris i rollerna.

## Handling
Gangstern och lönnmördaren Jimmy Conlon (Liam Neeson) har en natt på sig att reda ut vem han är trogen. Sin son Mike Conlon (Joel Kinnaman) vars liv är i fara eller maffiabossen Shawn Maguire (Ed Harris) som vill att Mike skall betala för hans sons död.

## Rollista
| Liam Neeson       | – Jimmy Conlon      |
| Joel Kinnaman     | – Mike Conlon       |
| Common            | – Mr. Price         |
| Ed Harris         | – Shawn Maguire     |
| Boyd Holbrook     | – Danny Maguire     |
| Bruce McGill      | – Pat Mullen        |
| Génesis Rodríguez | – Gabriela Conlon   |
| Vincent D'Onofrio | – Detective Harding |
| Holt McCallany    | – Frank             |
| Malcolm Goodwin   | – Colston           |
| Nick Nolte        | – Edd               |